# Теорија основних људских вредности
Теорија основних људских вредности је теорија међукултуралне психологије и универзалних вредности коју је развио Шалом Х. Шварц. Теорија проширује претходне оквире међукултуралне комуникације као што је Хофстедеова теорија културних димензија. Шварц идентификује десет основних људских вредности, које се разликују по својој основној мотивацији или циљевима, и објашњава како их људи у свим културама препознају. Постоје две главне методе за мерење ових десет основних вредности: Шварцов упитник вредности и Упитник вредносних портрета.
У теорији вредности, индивидуалне вредности се могу поклапати или сукобљавати једне с другима, што се често визуелизује у кружном дијаграму где супротни полови указују на вредности које су у сукобу.
Проширени оквир од 19 различитих вредности представили су Шварц и колеге у публикацији из 2012. године, надограђујући теорију основних вредности. Ове вредности су концептуализоване као „водећи принципи” који утичу на понашање и одлуке појединаца или група.

## Мотивациони типови вредности
Теорија основних људских вредности препознаје једанаест универзалних вредности, које се могу организовати у четири групе вишег реда. Свака од једанаест универзалних вредности има централни циљ који представља основни мотиватор.

### Отвореност за промене
- Самоусмереност – независно размишљање и деловање — бирање, стварање и истраживање
- Стимулација – узбуђење, новост и изазов у животу

### Самоунапређење
- Хедонизам – задовољство или чулно уживање за себе
- Постигнуће – лични успех кроз показивање компетенције у складу са друштвеним стандардима
- Моћ – друштвени статус и престиж, контрола или доминација над људима и ресурсима

### Очување
- Сигурност – безбедност, хармонија и стабилност друштва, односа и себе
- Конформизам – уздржавање од поступака, склоности и импулса који би могли узнемирити или нашкодити другима и прекршити друштвена очекивања или норме
- Традиција – поштовање, посвећеност и прихватање обичаја и идеја које пружа нечија култура или религија

### Самотрансценденција
- Доброчинство – очување и унапређење добробити оних са којима је особа у честом личном контакту („ин-група”)
- Универзализам – разумевање, уважавање, толеранција и заштита добробити свих људи и природе

### Остало
- Духовност је разматрана као додатна једанаеста вредност, али је одбачена када је утврђено да не постоји или не игра значајну улогу у свим културама.

## Структура односа међу вредностима
Теорија основних вредности идентификује десет основних вредности и такође испитује њихове међусобне односе. Тежња ка одређеним вредностима може бити у складу са другима или у сукобу са њима.
На пример, конформизам и сигурност су усклађени, док су доброчинство и моћ често у сукобу. Традиција и конформизам деле сличне мотивационе циљеве и стога су груписани у исту категорију.
Вредности су распоређене у кружном моделу дуж две главне биполарне димензије. Прва димензија, отвореност за промене насупрот очувања, супротставља вредности независности онима које су усредсређене на послушност. Друга димензија, самоунапређење насупрот самотрансценденције, супротставља интересе усмерене на себе вредностима оријентисаним на добробит других.
Иако теорија разликује десет вредности, границе између мотиватора су вештачке и једна вредност се прелива у следећу, што се може видети по следећим заједничким мотивационим нагласцима:
1. Моћ и Постигнуће – друштвена супериорност и углед
2. Постигнуће и Хедонизам – егоцентрично задовољство
3. Хедонизам и Стимулација – жеља за афективно пријатним узбуђењем
4. Стимулација и Самоусмереност – суштински интерес за новост и овладавање
5. Самоусмереност и Универзализам – ослањање на сопствено просуђивање и пријатност са разноликошћу постојања
6. Универзализам и Доброчинство – унапређење других и превазилажење себичних интереса
7. Доброчинство и Традиција – посвећеност својој ин-групи
8. Доброчинство и Конформизам – нормативно понашање које промовише блиске односе
9. Конформизам и Традиција – подређивање себе у корист друштвено наметнутих очекивања
10. Традиција и Сигурност – очување постојећих друштвених аранжмана који дају сигурност животу
11. Конформизам и Сигурност – заштита реда и хармоније у односима
12. Сигурност и Моћ – избегавање или превазилажење претњи контролисањем односа и ресурса. Штавише, људи и даље могу да следе супротстављене вредности тако што се понашају различито у различитим окружењима или у различито време. Структура Шварцовог модела од 10 типова вредности (види графикон изнад) подржана је у преко 80 земаља,[1][6][7] међу половима,[8] различитим методама као што су оцене важности вредности (користећи доле наведене упитнике), задаци директног просуђивања сличности, сортирање у гомиле и просторно распоређивање,[9] па чак и за то како се перципирају вредности других људи, као што су чланови породице.[10][11]

## Методе мерења
Развијено је неколико модела за мерење основних вредности како би се осигурало да је теорија вредности валидна независно од примењене методологије. Главна разлика између Шварцовог упитника вредности и Упитника вредносних портрета је у томе што је први експлицитан, док је други имплицитан.

### Шварцов упитник вредности
Шварцов упитник вредности (Schwartz Value Survey, SVS) извештава о вредностима учесника експлицитно, тако што од њих тражи да изврше самопроцену. Упитник се састоји од 57 питања са две листе вредносних ставки. Прва листа се састоји од 30 именица, док друга садржи 26 или 27 ставки у облику придева. Свака ставка је праћена кратким описом ради појашњења. Од 57 питања, 45 се користи за израчунавање 10 различитих типова вредности – број ставки за мерење одређене вредности варира у складу са концептуалном ширином. Преосталих 12 ставки се користи да би се омогућила боља стандардизација у израчунавању вредности појединца. Важност сваке вредносне ставке мери се на несиметричној скали како би се испитаници подстакли да размисле о сваком од питања.
- 7 (врхунска важност)
- 6 (веома важно)
- 5, 4 (без ознаке)
- 3 (важно)
- 2, 1 (без ознаке)
- 0 (није важно)
- −1 (супротно мојим вредностима)

Упитник је до сада спроведен на више од 60.000 појединаца у 64 нације.

### Упитник вредносних портрета
Упитник вредносних портрета (Portrait Values Questionnaire, PVQ) је развијен као алтернатива SVS-у. PVQ је првенствено креиран за децу узраста од 11 до 14 година, међутим, показало се да даје кохерентне резултате и када се даје одраслима. У поређењу са SVS-ом, PVQ се ослања на индиректно извештавање. Овде се од испитаника тражи да упореди себе (са портретом истог пола) са кратким вербалним портретима 40 различитих особа. Након сваког портрета, испитаник треба да наведе колико је сличан тој особи, на скали од „веома слично мени” до „нимало слично мени”. Овај начин истраживања омогућава да се види како се појединац заиста понаша, уместо да се истражује које су вредности важне за појединца. Слично SVS-у, портрети за сваку вредност варирају у складу са концептуалном ширином.

## Поредак и групне разлике
Поредак Шварцових особина је значајно стабилан код одраслих током времена. Вредности миграната се обично мењају када се преселе у нову земљу, али редослед преференција је и даље прилично стабилан. Родитељство често доводи до тога да жене померају своје вредности ка стабилности, а даље од отворености за промене, али ова промена се обично не дешава код очева.
Генерално, утврђено је да мушкарци више вреднују постигнуће, самоусмереност, хедонизам и стимулацију него жене, док жене више вреднују доброчинство, универзализам и традицију.

## Однос са личношћу
Особине личности мерене моделом Великих пет корелирају са Шварцовим конструктом вредности. Отвореност и екстраверзија корелирају са вредностима повезаним са отвореношћу за промене (отвореност посебно са самоусмереношћу, екстраверзија посебно са стимулацијом); сарадљивост корелира са вредностима самотрансценденције (посебно са доброчинством); екстраверзија је у корелацији са самоунапређењем и негативно са традиционалним вредностима. Савесност корелира са постигнућем, конформизмом и сигурношћу.

## Ограничења
Једно од главних ограничења ове теорије лежи у методологији истраживања. SVS је релативно тежак за попуњавање, јер испитаници прво морају да прочитају скуп од 30 вредносних ставки и једној вредности дају највишу, као и најнижу оцену (0 или -1, у зависности од тога да ли је ставка супротна њиховим вредностима). Како попуњавање једног упитника траје отприлике 12 минута, значајан број формулара се предаје некомплетан.
Штавише, многи испитаници имају тенденцију да већини вредности дају високу оцену, што резултира искривљеним одговорима ка горњем крају скале. Међутим, овај проблем се може ублажити пружањем додатног филтера испитаницима за процену ставки које су означили високим оценама. Приликом примене Шварцовог упитника вредности у окружењу за подучавање, испитаници се упућују да разликују „неопходну” вредност и „значајну” вредност. „Неопходна” вредност је вредност по којој сте деловали или о којој сте размишљали у претходна 24 сата (ова вредносна ставка би добила оцену 6 или 7 на Шварцовој скали). „Значајна” вредност је нешто по чему сте деловали или о чему сте размишљали недавно, али не у претходна 24 сата (ова вредносна ставка би добила оцену 5 или мање).
Још једно методолошко ограничење су резултујући ординални, ипсатизовани резултати који ограничавају врсту корисних анализа које истраживачи могу да изврше.

## Практичне примене
Недавне студије заговарају да вредности могу утицати на реакцију публике на рекламне апеле. Штавише, у случају да се избор и вредност преплићу, људи имају тенденцију да изаберу опцију која се више поклапа са њиховим сопственим вредностима. Стога би се модели као што је теорија основних људских вредности могли сматрати све важнијим за међународне маркетиншке кампање, јер могу помоћи у разумевању вредности и начина на који се вредности разликују међу културама. Показало се да је ово посебно тачно када се узме у обзир заједно са студијама које доказују да су моралне вредности једно од најмоћнијих објашњења понашања потрошача. Разумевање различитих вредности и основних, дефинишућих циљева такође може помоћи организацијама да боље мотивишу особље у радном окружењу које се брзо мења и да створе ефикасну организациону структуру.
Рад Шварца — и рад Герта Хофстедеа — примењен је у економским истраживањима. Конкретно, на перформансе економија у вези са предузетништвом и оснивањем предузећа. Ово има значајне импликације на економски раст и могло би помоћи у објашњавању зашто неке земље заостају за другима када су радна снага, природни ресурси и управљачке институције једнаке. Ово је релативно ново поље студија у економији; међутим, недавни емпиријски резултати сугеришу да култура игра значајну улогу у успеху предузетничких напора широм земаља — чак и оних са у великој мери сличним владиним структурама. Франсиско Лињан и Хосе Фернандез-Серано су открили да ови културни атрибути чине 60% разлике у варијанси Бруто домаћег производа (БДП) по глави становника у земљама унутар Европске уније (ЕУ).